# Бёлинг, Ивар
Ивар Теодор Бёлинг (фин. Ivar Theodor Böhling; 10 сентября 1889 — 12 января 1929) — финский борец греко-римского стиля, призёр Олимпийских игр.
Ивар Бёлинг родился в 1889 году в Инкоо (Великое княжество Финляндское). В 1911 году он выиграл чемпионат Финляндии, а в 1912 году выступил на Олимпийских играх в Стокгольме. Его финальная схватка со шведом Андерсом Алгреном длилась девять часов, но победитель в ней так и не был определён. Решением судей была объявлена ничья, и золотую олимпийскую медаль в этой весовой категории было решено никому не присуждать, а финский и шведский борцы получили по серебряной медали.
В 1913 году Ивар Бёлинг вновь стал чемпионом Финляндии. В 1914 году он выиграл неофициальный чемпионат Европы в Вене, в 1915 и 1916 годах вновь становился чемпионом Финляндии.